# Utnämningsmakt
Utnämningsmakt är makten att tillsätta högre tjänster inom domstolar och offentlig förvaltning.

## Roll
Historiskt har högre tjänster ofta utgjort ett adelsprivilegium eller så har sådana faktorer som pengar, förbindelser eller lojalitet mot kungen spelat roll. I samband med demokratins genombrott har istället betoningen lagts på förtjänst och skicklighet i en lagstyrd förvaltning. 
Principerna för den moderna demokratiska förvaltningen har beskrivits av sociologen Max Weber, 1922, i "Legitimate Authority and Bureaucracy".
Utnämningen av domare i en modern demokrati skall ske på basis av förtjänst och skicklighet. Den skall också säkra domstolarnas oberoende så att de kan tolka lagen på ett sakligt och opartiskt sätt och värna grundlagen och rättsstaten mot politiska övergrepp.
Förvaltningen utgör ett led i den demokratiska styrkedjan. Den skall därför ta hänsyn till både regeringens förordningar, riksdagens lagar och demokratins grundläggande spelregler. Utnämningen av högre tjänster i offentlig förvaltning skall följaktligen dels stödja regeringens krav på styrbarhet och dels säkra riksdagens och medborgarnas krav på saklighet, opartiskhet, kompetens, effektivitet och stabilitet över tid.

## Organisation
Utnämningsmakten innehavs av regering, statschef, regeringschef och/eller den lagstiftande församlingen. Den kan också i vissa fall delegeras längre ner i förvaltningen. Särskilda, mer eller mindre oberoende eller permanenta, nämnder eller kommittéer kan också delta. Då ofta som förslagsställare eller för att göra ett första urval. I vissa länder anlitas också professionella rekryterare.
Domstolar eller andra kontrollorgan kan ha makten att granska och eventuellt upphäva en utnämning, om den anses ha skett i strid med gällande regler.
För att tillgodose regeringens krav på styrbarhet finns det ett mindre antal högra tjänster som automatiskt byts ut vid ett regeringsskifte ("spoils"). Övriga tjänster brukar utses på basis av skicklighet och förtjänst.
Den organisation och de regelverk som finns syftar i första hand till att säkra att utnämningar sker på basis av förtjänst och skicklighet. De viktigaste mekanismerna är då maktdelning, formella krav och öppenhet.
De vanligaste lösningarna för maktdelning är:
1. att statschefen (president eller monark) är den som formellt innehar utnämningsmakten
2. att det finns oberoende organ som bereder utnämningsärenden

Med formella krav avses sådant som:
1. tjänsteår
2. kvalificeringsprov
3. lönegrad

De vanligaste lösningarna för att skapa öppenhet är:
1. att tjänster annonseras ut och alla meriterade kan söka
2. att det tydligt framgår vilka krav som gäller
3. att kraven delvis är både formella och kontrollerbara
4. att det går att kontrollera vilka som har sökt och vilka meriter de har
5. att det finns möjligheter till offentlig utfrågning av kandidater

Samtidigt kan det också finnas regler som begränsar den offentliga tillgången till information om gjorda ansökningar för att skydda de som söker en tjänst.
När man jämför olika länders regleringar bör man skilja på system där nästan alla rekryteringar sker internt inom statsförvaltningen (karriärsystem) och system där tjänstemän kan rekryteras externt (positionssystem). Oftast är kraven på maktdelning och öppenhet större för tjänster som kan rekryteras externt.
På grund av domstolarnas krav på självständighet ställs det ofta särskilt högra krav på utnämningen av höga domare. I länder som Sverige och Finland med relativt självständiga myndigheter kan generaldirektörer därvidlag jämföras med domare.

## I Sverige
I Sverige är det regeringen som besitter utnämningsmakten och tillsätter de högsta politiska tjänsterna som generaldirektörer och landshövdingar.